# Gela Mou
Gela Mou (gr. Γέλα μου) – pierwszy album studyjny greckiej piosenkarki Despiny Vandi. Album ukazał się 3 czerwca 1994 roku nakładem wytwórni Minos.

## Lista utworów
| Nr  | Tytuł utworu                       | Słowa               | Muzyka                 | Długość |
| --- | ---------------------------------- | ------------------- | ---------------------- | ------- |
| 1.  | „Gela Mou”                         | Vasilis Karras      | Vasilis Karras         | 4:00    |
| 2.  | „Apopse Klei O Ouranos”            | Tony Kontaxakis     | Tony Kontaxakis        | 4:57    |
| 3.  | „Erotevmeni”                       | Tony Kontaxakis     | Tony Kontaxakis        | 3:37    |
| 4.  | „Mathe-Mathe”                      | Manolis Doulianakis | Panagiotis Apostolidis | 2:56    |
| 5.  | „Akriva”                           | Lazaros Komninos    | Panagiotis Apostolidis | 2:30    |
| 6.  | „To Adiexodo feat. Giannis Parios” | Vasilis Karras      | Vasilis Karras         | 2:58    |
| 7.  | „Den Iparhi Tipota”                | Tony Kontaxakis     | Tony Kontaxakis        | 3:43    |
| 8.  | „Apopse I Aggeli”                  | Lazaros Komninos    | Panagiotis Apostolidis | 2:58    |
| 9.  | „Kane Me Na Lioso”                 | Panos Falaras       | Makis Giaprakas        | 2:46    |
| 10. | „Melahrino Mou Feggari”            | Manolis Doulianakis | Panagiotis Apostolidis | 3:17    |
|     |                                    |                     |                        | 33:42   |

## Twórcy
- Despina Vandi – śpiew
- Giannis Doras, Vasilis Karras, Giannis Parios – wokal wspierający
- Panagiotis Tsaousakis – perkusja, wokal wspierający
- Panagiotis Apostolidis – buzuki, baglama, tzoura
- Petros Dragoumis – gitara basowa
- Bampis Giagkoudis – gitara elektryczna, gitara akustyczna
- Giannis Gkiouras – instrumenty klawiszowe, akordeon
- Zisis Kasiaras – skrzypce
- Achilleas Theofilou – produkcja muzyczna[1]